# Prehnit
Prehnit – nazwa pochodzi od nazwiska holenderskiego pułkownika Hendrika von Prehna (1733–1785), który przywiózł go z Przylądka Dobrej Nadziei do Europy w 1773 r. (A.G. Werner, 1790 r.).
Pospolity minerał rodingitów powstający w ostatnim stadium rodingityzacji na skutek niskotemperaturowych procesów hydrotermalnych, należy do gromady glinokrzemianów wstęgowych.

## Charakterystyka

### Właściwości
Tworzy kryształy tabliczkowe, rzadziej słupkowe i igiełkowe. Występuje też w formie skupień zbitych, ziarnistych, naciekowych, groniastych i kulistych. Dobrze wykształcone kryształy są spotykane w druzach i szczelinach skalnych. Jest kruchy. Skupienia włókniste wykazują połysk jedwabisty. Niekiedy wykazuje efekt kociego oka.

### Występowanie
Stanowi produkt hydrotermalnych przeobrażeń skał magmowych (głównie bazaltów i gabr).
Miejsca występowania:
- Na świecie: USA – New Yersey, Massachusetts, Michigan, Wirginia, Kanada – Quebec, Australia – k. Sydney, Namibia – Doros, RPA – Cradoc w Namaqua, Rosja – Ural, Zabajkale, Indie, Pakistan, Chiny.

- W Europie: Wielka Brytania, Francja, Niemcy, Czechy, Włochy.

- W Polsce: Występuje wśród produktów przeobrażenia hydrotermalnego skał magmowych (pegmatytów), a także jako składnik żył tnących amfibolity, łupki amfibolowe, – okolice Świdnicy, Dzierżoniowa, Ząbkowic Śląskich, ekologity Gór Śnieżnickich i Gór Sowich oraz szczelin w obrębie skał metamorficznych Dolnego Śląska. Występuje również w cieszynitach i granitach tatrzańskich.

Skała prehnitowa znana jest z Jordanowa Śląskiego k. Sobótki.

## Zastosowanie
Ma znaczenie naukowe (określanie warunków i charakteru przemian metamorficznych) oraz kolekcjonerskie.
Wykorzystywany czasami w jubilerstwie (szlif fasetkowy, szlif kaboszonowy). Zazwyczaj wyrabia się z niego paciorki do naszyjnków, drobną galanterie ozdobną oraz niewielkie rzeźby.